# 克里斯·德雷加
克里斯多福·沃倫提·德雷加（英語：Christopher Walenty Dreja，1945年11月11日—）是英國音樂家，他先後擔任雛鳥樂團的節奏吉他手和貝斯手。

## 早年人生
克里斯·德雷加生於瑟比頓並生活在泰晤士河畔金斯頓，他的父親有波蘭血統。他的兄弟斯特芬·德雷加（Stefan Dreja）偶然遇到安東尼·托芬漢並將他介紹給克里斯。托芬漢和德雷加受到民謠/藍調吉他手傑瑞·拉赫蘭的影響，根據葛雷格·魯梭（Greg Russo）的書《The Yardbirds: The Ultimate Rave-Up》，他影響了他們從原聲吉他轉向學習電吉他。

## 雛鳥樂團
德雷加和托芬漢在1963年加入了大都會藍調四重奏（Metropolitan Blues Quartet），與凱思·雷爾夫、保羅·山姆威爾-史密斯和後來入團的吉姆·麥卡蒂一同演出並於同年將團名改成了雛鳥樂團。不久後，當年15歲的托芬漢便因樂團開始追求專業演出而退團，德雷加則繼續在團演奏節奏吉他。托芬漢的主音吉他手之位先後由艾瑞克·克萊普頓、傑夫·貝克和吉米·佩奇接替。
德雷加在原貝斯手山姆威爾-史密斯退出後開始彈貝斯。德雷加也合寫了不少樂團作品，特別是專輯《Roger the Engineer》
在樂團解散之後，佩奇邀請了德雷加加入自己的新樂團（即後來的齊柏林飛船），德雷加則因決定改行做攝影師而回拒。德雷加為齊柏林飛船拍攝了他們首張專輯封底的照片。
1980年代，德雷加在雛鳥樂團的衍生樂團Box of Frogs中演出，他也在1992年隨著雛鳥樂團一併復出直到2013年為止。
2002年，雛鳥樂團睽違已久的全新專輯《Birdland》正式發行。
德雷加自2012年因為中風而開始脫離樂團演出。2013年7月宣布他出於醫療原因正式離開樂團，並由原主音吉他手安東尼·托芬漢取代。